# Săvineşti
Săvineşti é uma comuna romena localizada no distrito de Neamţ, na região de Moldávia. A comuna possui uma área de 15.69 km² e sua população era de 6608 habitantes segundo o censo de 2007.